# Arnon Milchan
Arnon Milchan (hebrejsky: ארנון מילצ'ן; narozen 6. prosince 1944) je izraelský filmový producent a miliardář. Řadí se mezi hlavní hollywoodské producenty a na svém kontě má více než 120 celovečerních filmů, mimo jiné například Pretty Woman, Zachraňte Willyho!, L. A. - Přísně tajné či Ďáblův advokát. V 60. až 80. letech pracoval pro izraelskou zpravodajskou službu Lakam, kde měl na starost získávání komponent pro údajný izraelský jaderný program. Podle časopisu Forbes se Milchanův majetek v březnu 2012 odhadoval na 3,8 miliardy dolarů a je tak 6. nejbohatším Izraelcem.